# Liste der Biografien/Hep
Liste der Biografien |
Portal Biografien |
Personensuche
# |
A |
B |
C |
D |
E |
F |
G |
H |
I |
J |
K |
L |
M |
N |
O |
P |
Q |
R |
S |
T |
U |
V |
W |
X |
Y |
Z |
?
 
Ha |
Hd |
He |
Hi |
Hj |
Hk |
Hl |
Hm |
Hn |
Ho |
Hr |
Hs |
Ht |
Hu |
Hv |
Hw |
Hy
 
Hea |
Heb |
Hec |
Hed |
Hee |
Hef |
Heg |
Heh |
Hei |
Hej |
Hek |
Hel |
Hem |
Hen |
Heo |
Hep |
Heq |
Her |
Hes |
Het |
Heu |
Hev |
Hew |
Hex |
Hey |
Hez
Die Liste der Biografien führt alle Personen auf, die in der deutschsprachigen Wikipedia einen Artikel haben. Dieses ist eine Teilliste mit 118 Einträgen von Personen, deren Namen mit den Buchstaben „Hep“ beginnt.

## Hep

### Hepa
- Hepach, Wolf-Dieter (1939–2018), deutscher Historiker

### Hepb
- Hepburn von Bothwell, James Alexander, schottisch-preußischer Ingenieur, Professor (Gymnasial- und Hochschullehrer) in Preußen, in der Schweiz und in Baden
- Hepburn, Alex (* 1986), britische Sängerin und Songwriterin
- Hepburn, Audrey (1929–1993), britische SchauspielerinAudrey Hepburn (1929–1993)

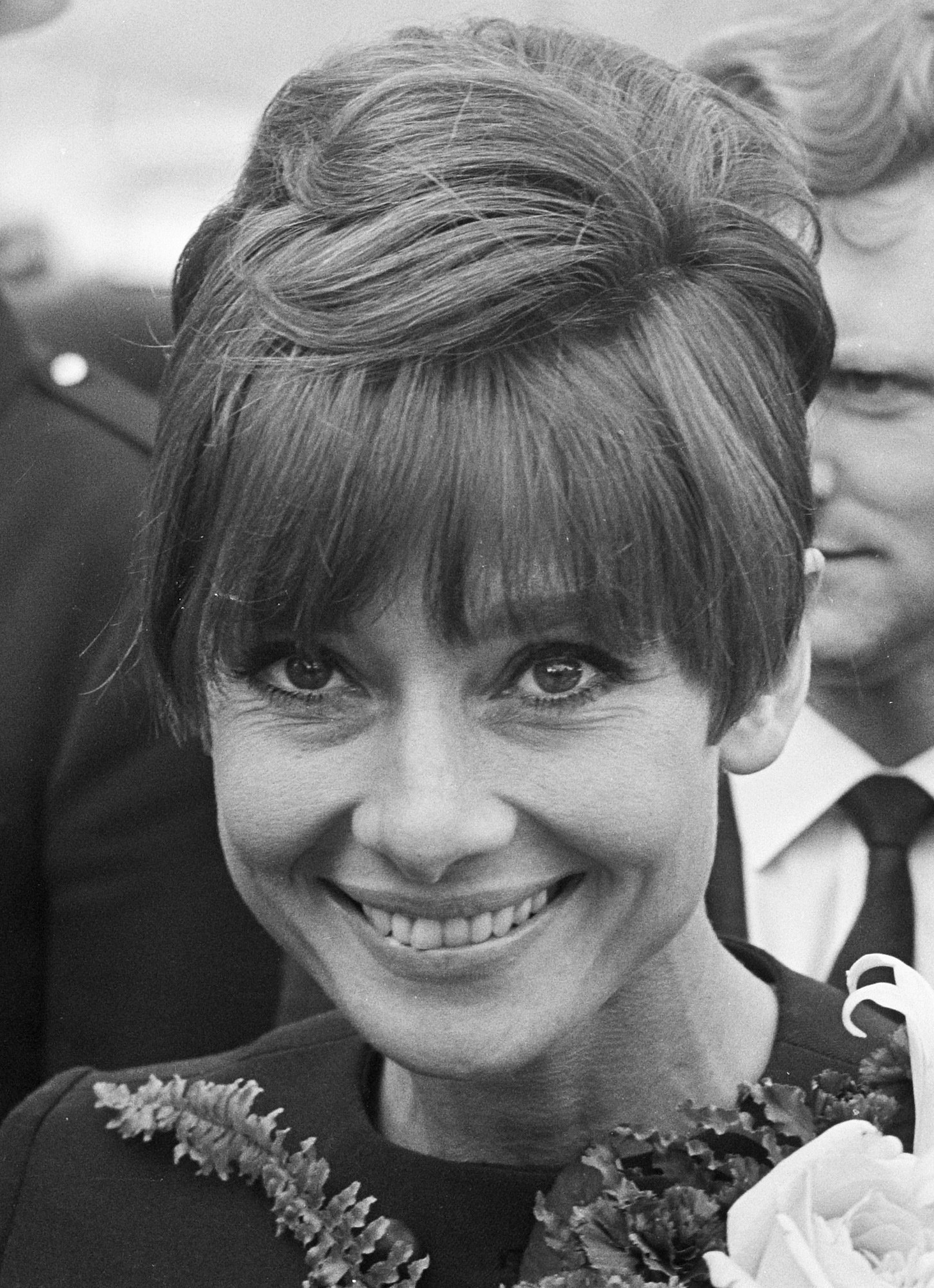
Audrey Hepburn (1929–1993)

- Hepburn, Barry (* 2004), schottischer Fußballspieler
- Hepburn, Doug (1926–2000), kanadischer Gewichtheber
- Hepburn, James Curtis (1815–1911), amerikanischer Missionar und Sprachforscher in Japan
- Hepburn, James, 4. Earl of Bothwell († 1578), schottischer Heerführer und Ehemann von Maria Stuart
- Hepburn, Jamie (* 1979), schottischer Politiker
- Hepburn, John († 1486), Bischof von Dunblane
- Hepburn, John († 1636), schottischer Heerführer im Dreißigjährigen Krieg und Marschall von Frankreich
- Hepburn, Katharine (1907–2003), amerikanische Schauspielerin
- Hepburn, Michael (* 1991), australischer Bahn- und Straßenradrennfahrer
- Hepburn, Mitchell (1896–1953), kanadischer Politiker und 11. Premierminister von Ontario
- Hepburn, Ralph (1896–1948), US-amerikanischer Motorrad- und Automobilrennfahrer
- Hepburn, Thomas Norval (1879–1962), US-amerikanischer Arzt
- Hepburn, Tim (* 1987), australischer Jazzmusiker (Posaune, Euphonium)
- Hepburn, William Peters (1833–1916), US-amerikanischer Politiker
- Hepburn-Stuart-Forbes-Trefusis, Charles, 21. Baron Clinton (1863–1957), britischer Politiker, Peer, Oberhausmitglied

### Hepd
- Hepding, Hugo (1878–1959), deutscher Klassischer Philologe, Volkskundler und Bibliothekar

### Hepe
- Hepe, Günter (* 1937), deutscher und niederländischer Kunsthistoriker und Galerist
- Heper, Engin (* 1945), türkischer Konteradmiral
- Heper, Fethi (1944–2025), türkischer Fußballspieler
- Heper, Heinz-Adolf (* 1920), deutscher Fußballspieler

### Heph
- Hephaistion, antiker griechischer Grammatiker
- Hephaistion († 324 v. Chr.), Freund und Offizier Alexanders des GroßenHephaistion († 324 v. Chr.)

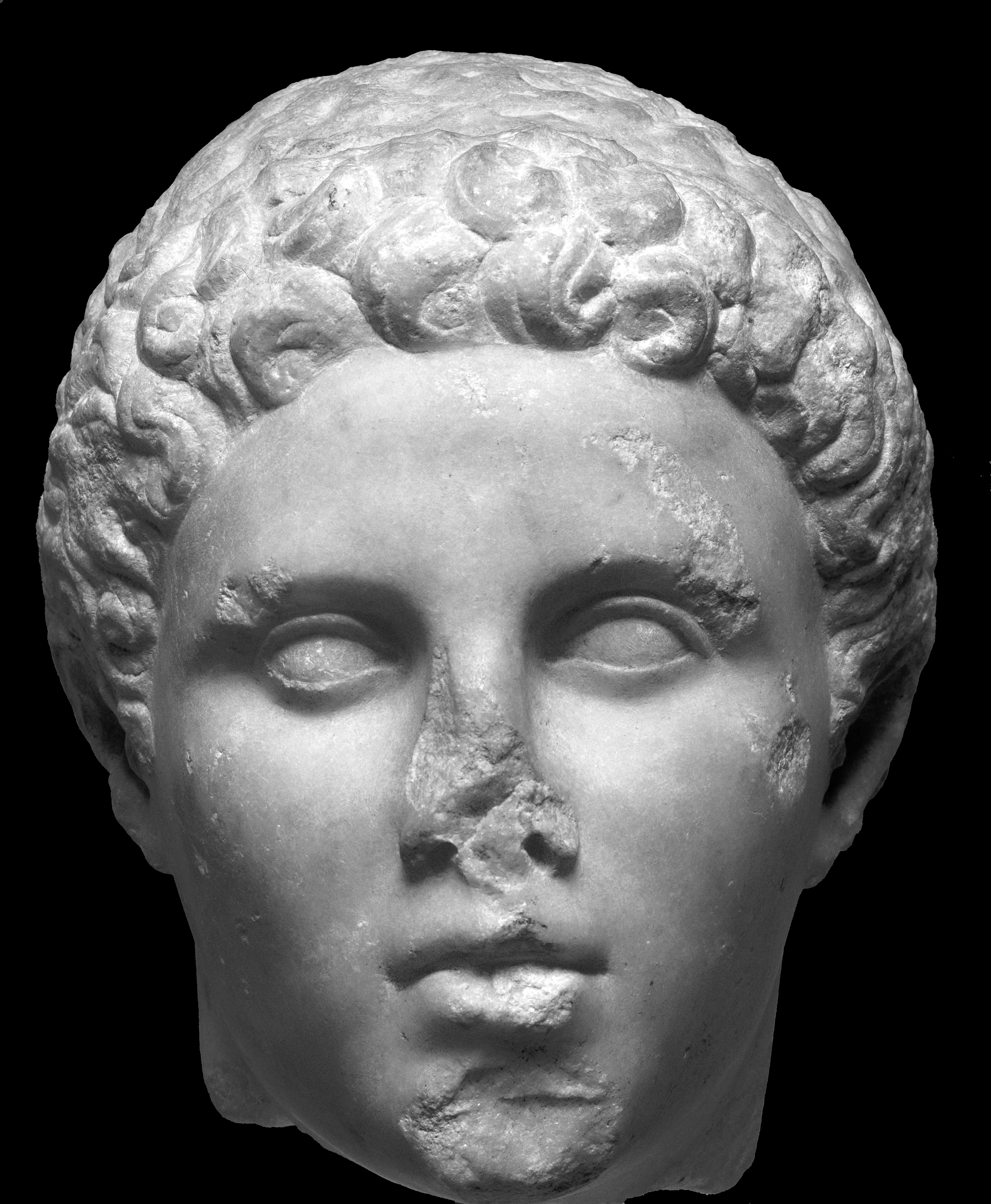
Hephaistion († 324 v. Chr.)

- Hephaistion von Theben (* 380), hellenistischer Astrologe
- Hephner, Jeff (* 1975), US-amerikanischer Schauspieler

### Hepk
- Hepke, Felix Viktor von (1848–1932), preußischer Generalleutnant
- Hepke, Fritz-Heiner (* 1947), deutscher Politiker (SPD), MdL
- Hepkin, Shorelle (* 1990), britische Schauspielerin

### Hepl
- Hepler, Ann-Marie (* 1996), marshallische Schwimmerin
- Hepler, Kayla (* 2002), marshallische Schwimmerin

### Hepn
- Hepnarová, Olga (1951–1975), tschechische Massenmörderin
- Hepner, Adolf (1846–1923), deutscher Sozialdemokrat, Verleger und Journalist
- Hepner, Clara (1860–1939), deutsche Kinderbuchautorin und Dichterin
- Hepner, Jean (* 1958), US-amerikanische Tennisspielerin
- Hepner, Urmas (* 1964), estnischer Fußballspieler und -trainer, sowie Sportdirektor

### Hepp
- Hepp, Andreas (* 1970), deutscher Kommunikations- und Medienwissenschaftler
- Hepp, Anna (* 1977), deutsche Dokumentarfilmerin, Fotografin und Künstlerin
- Hepp, Camill (1880–1939), deutscher Politiker
- Hepp, Eduard (1851–1917), deutscher Chemiker
- Hepp, Ernst (1878–1968), deutscher Jurist und Botaniker
- Hepp, Ernst A. (1906–1978), deutscher Diplomat und Journalist
- Hepp, Eva-Maria, deutsche Verfassungsrichterin
- Hepp, Franz (1878–1956), deutscher Manager
- Hepp, Fred (1923–1998), deutscher Kulturredakteur, Theaterkritiker und Autor
- Hepp, Frieder (* 1957), deutscher Historiker, Museumspädagoge und Museumsdirektor
- Hepp, Hardy (* 1944), Schweizer Musiker und Künstler
- Hepp, Hermann (1859–1919), deutscher Politiker (NLP), MdR
- Hepp, Hermann (* 1934), deutscher Gynäkologe und Geburtshelfer
- Hepp, Karl (1889–1970), deutscher Politiker (DVP, CNBL, NSDAP, FDP, DP), MdR, MdB
- Hepp, Karl Dietrich (* 1936), deutscher Arzt
- Hepp, Karl Ferdinand Theodor (1800–1851), deutscher Rechtswissenschaftler und Hochschullehrer
- Hepp, Klaus (* 1936), Schweizer Physiker
- Hepp, Leo (1871–1950), deutscher Veterinär
- Hepp, Leo (1907–1987), deutscher Militär, Generalleutnant der BundeswehrLeo Hepp (1907–1987)

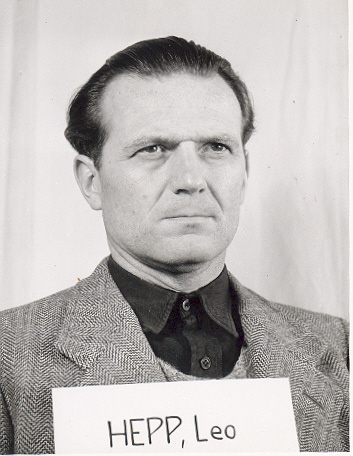
Leo Hepp (1907–1987)

- Hepp, Marcel (1936–1970), deutscher Politiker (CSU) und Publizist
- Hepp, Martin (* 1971), deutscher Wirtschaftswissenschaftler
- Hepp, Michael (* 1983), deutscher Wirtschaftswissenschaftler und Hochschullehrer
- Hepp, Noémi (1922–2007), französische Romanistin und Literaturwissenschaftlerin
- Hepp, Odfried (* 1958), deutscher rechtsextremer Terrorist
- Hepp, Peter (* 1961), deutscher taubblinder Seelsorger und Autor
- Hepp, Philipp (1797–1867), deutscher Arzt, Botaniker und Flechtenforscher
- Hepp, Raimund, österreichischer Komponist für Filmmusik
- Hepp, Richard (1872–1929), deutscher Landrat
- Hepp, Robert (* 1938), deutscher Soziologe und rechtsextremer Autor
- Hepp, Wilhelm (1764–1832), oberpfälzischer Orgelbauer
- Hepp, Wolfgang (* 1941), deutscher Schauspieler
- Heppe, Adolf von (1836–1899), preußischer Regierungspräsident
- Heppe, Carl von (1686–1759), deutscher Jagdschriftsteller sowie kurbayerischer Forstmann
- Heppe, Hans von (1907–1982), deutscher Beamter und Staatssekretär
- Heppe, Heinrich (1820–1879), protestantischer Theologe, Dogmatiker und Kirchenhistoriker
- Heppe, Heinrich III. († 1426), deutscher Zisterzienserabt
- Heppe, Theodor von (1801–1865), Jurist und ein Hessen-Kasselischer Regierungspräsident in Fulda
- Heppe, Theodor von (1870–1954), preußischer Beamter
- Heppelmann, Heinz (1927–2009), deutscher Verwaltungsbeamter
- Heppener, Robert (1925–2009), niederländischer Komponist und Musikpädagoge
- Heppener, Sieglinde (* 1934), deutsche Politikerin (SPD), MdL
- Heppenheim genannt vom Saal, Barbara von († 1567), Adelige, Zisterzienserin, Äbtissin im Kloster Rosenthal (Pfalz)
- Heppenheim genannt vom Saal, Johann von (1609–1672), Adliger, Dompropst in Worms und Mainz, Domdekan in Mainz, Kanzler der Universität Heidelberg
- Heppenheim genannt vom Saal, Johannes von († 1555), adeliger Domherr im Bistum Speyer und im Bistum Worms, Speyerer Domdekan
- Heppenheimer, Hans (1901–1990), österreichischer Heimatforscher
- Heppenheimer, Johann (1815–1895), deutscher Unternehmer und Bürgermeister
- Heppenstall, Robert (* 1997), kanadischer Mittelstreckenläufer
- Heppenstein, Maria Franzisca von (1748–1805), Dame der Münchner Gesellschaft und Mutter von Fanny von Ickstatt
- Hepper, Günter (1931–2022), deutscher Jurist und Hochschullehrer
- Hepperger, Josef von (1855–1928), österreichischer Astronom
- Hepperle, Felix (* 1989), deutscher Leichtathlet
- Hepperle, Manfred (1931–2012), deutscher Mundartdichter, Kabarettist, Hörspielautor und Zeichner
- Hepperlin, Kurt (1920–1992), deutscher Bühnen-, Film und Fernsehschauspieler, Dokumentarfilmer und Fernsehregisseur
- Heppert, Florian (* 1987), deutscher Schauspieler
- Heppes, Aladár (1904–1988), ungarischer Jagdflieger
- Heppke, Gerd (1939–2022), deutscher Physiker und Chemiker (Physikalische Chemie, Flüssigkristalle)
- Heppke, Markus (* 1986), deutscher Fußballspieler
- Hepple, Bob (1934–2015), südafrikanisch-britischer Jurist
- Hepple, Elisabeth (* 1959), australische Radrennfahrerin
- Hepplewhite, George († 1786), englischer Kunsttischler
- Heppner, Aron (1865–1938), Rabbiner und Archivar
- Heppner, Ben (* 1956), kanadischer Opernsänger (Tenor)
- Heppner, Ernst (1891–1973), Arzt
- Heppner, Frank (* 1960), deutscher Koch und Kochbuchautor
- Heppner, Harald (* 1950), österreichischer Historiker
- Heppner, Jens (* 1964), deutscher Radrennfahrer und Sportlicher Leiter
- Heppner, Peter (* 1967), deutscher Musiker, Songwriter und MusikproduzentPeter Heppner (* 1967)

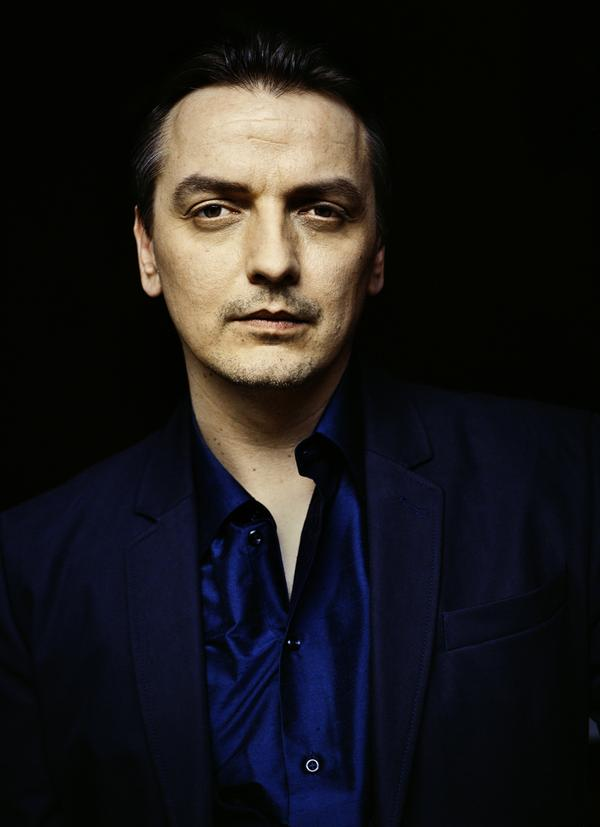
Peter Heppner (* 1967)

- Heppner, Reinhart (1931–2020), deutscher Geologe und Heimatforscher
- Heppner, Uwe (* 1960), deutscher Olympiasieger im Rudern

### Heps
- Heps, Hans (1915–1994), deutscher Architekt
- Hepsev, Seda (* 1978), türkische Künstlerin

### Hept
- Hepting, Reinhard (1946–2012), deutscher Rechtswissenschaftler
- Heptinstall, Thomas (* 1999), australischer Volleyballspieler
- Heptulla, Najma (* 1940), indische Politikerin

### Hepu
- Hepu, Sohn der Königin Abetni

### Hepw
- Hepworth, Barbara (1903–1975), englische Bildhauerin
- Hepworth, Cecil (1874–1953), britischer Filmregisseur, Produzent, Autor und Darsteller
- Hepworth, Harry (* 2003), britischer Turner
- Hepworth, John (1944–2021), anglikanischer australischer Bischof
- Hepworth, Philip Dalton (1890–1963), britischer Architekt und Landschaftsmaler